# Puchar Świata w narciarstwie alpejskim 1986/1987
Sezon 1986/1987 Pucharu Świata w narciarstwie alpejskim rozpoczął się 15 sierpnia 1986 w argentyńskim Las Leñas (mężczyźni) i 29 listopada 1986 we amerykańskim Park City (kobiety), a zakończył 22 marca 1987 w jugosłowiańskim wówczas, a bośniackim obecnie Sarajewie. Była to 21. edycja pucharowej rywalizacji. Rozegrano 31 konkurencji dla kobiet (7 zjazdów, 8 slalomów gigantów, 5 supergigantów, 10 slalomów specjalnych i 1 kombinację) i 34 konkurencje dla mężczyzn (11 zjazdów, 9 slalomów gigantów, 4 supergigantów, 8 slalomów specjalnych i 2 kombinacje).
Puchar Narodów (łącznie) zdobyła reprezentacja Szwajcarii, wyprzedzając Austrię i RFN.

## Puchar Świata w narciarstwie alpejskim kobiet
Wśród kobiet najlepszą zawodniczką okazała się Szwajcarka Maria Walliser, która zdobyła 269 punktów, wyprzedzając swoje rodaczki Vreni Schneider i Brigitte Oertli.
W poszczególnych klasyfikacjach tryumfowały:
- Michaela Figini – zjazd
- Corinne Schmidhauser – slalom
- Vreni Schneider i  Maria Walliser – slalom gigant
- Maria Walliser – supergigant
- Brigitte Oertli – kombinacja

## Puchar Świata w narciarstwie alpejskim mężczyzn
Wśród mężczyzn najlepszym zawodnikiem okazał się Szwajcar Pirmin Zurbriggen, który zdobył 339 punktów, wyprzedzając reprezentanta Luksemburga Marca Girardelliego i Markusa Wasmeiera z RFN.
W poszczególnych klasyfikacjach tryumfowali:
- Pirmin Zurbriggen – zjazd
- Bojan Križaj – slalom
- Joël Gaspoz i  Pirmin Zurbriggen – slalom gigant
- Pirmin Zurbriggen – supergigant
- Pirmin Zurbriggen – kombinacja

## Puchar Narodów (kobiety + mężczyźni)
- 1.  Szwajcaria – 2952 pkt
- 2.  Austria – 1691 pkt
- 3.  RFN – 1072 pkt
- 4.  Włochy – 787 pkt
- 5.  Jugosławia – 398 pkt